# Afroarctia dargei
Afroarctia dargei är en fjärilsart som beskrevs av De Toulgoët 1976. Afroarctia dargei ingår i släktet Afroarctia och familjen björnspinnare. Inga underarter finns listade i Catalogue of Life.